# Gouvernement di Rudinì V
Royaume d'Italie
di Rudinì IV Pelloux I
Le gouvernement di Rudinì V (Governo di Rudinì V, en italien) est le gouvernement du royaume d'Italie entre le 1er juin 1898 et le 29 juin 1898, durant la XXe législature.

## Composition
Composition du gouvernement
| Parti | Parti             | Idéologie     | Leader                     |
| ----- | ----------------- | ------------- | -------------------------- |
|       | Gauche historique | Libéralisme   | Giovanni Giolitti          |
|       | Droite historique | Conservatisme | Antonio Starabba di Rudinì |

### Président du conseil des ministres
Antonio di Rudinì